# Konstantin Kuzakov
Konstantin Stepanovich Kuzakov (1911-1996) (em russo:  Константин Степанович Кузаков)  possivelmente foi o segundo filho ilegítimo de Josef Stalin. A mãe de Konstantin era Maria Kuzákova, que era senhoria de Stalin durante o seu exílio em Solvitchegodsk em 1911, com quem teve um affair. Sua mãe ainda estava grávida quando Stalin deixou o exílio.
Konstantin foi matriculado na Universidade de Leningrado, possivelmente com a ajuda discreta de seu pai. Em 1932, a NKVD o obrigou a assinar uma declaração prometendo nunca revelar a verdade de sua paternidade.
Por um tempo, lecionou filosofia no Instituto Militar Mecânico de Leningrado. Depois, conseguiu um emprego no aparato do Comitê Central em Moscou. Serviu como coronel durante a Segunda Guerra Mundial. Em 1947, enquanto trabalhava para Andrei Jdanov, um aliado muito próximo de Stalin, ele e seu vice foram acusados de serem espiões americanos. Embora nunca foi oficialmente apresentado ao seu possível pai, Konstantin afirmou que em uma ocasião, enquanto trabalhava no Kremlin: "Stalin parou e olhou para mim e eu sentia que ele queria me dizer alguma coisa. Eu queria correr para ele, mas alguma coisa me parou. Ele acenou com o cachimbo e seguiu em frente." Embora Stalin impediu a sua prisão, ele foi, no entanto demitido do Partido Comunista.
Após a morte de Stalin e a prisão de Lavrentiy Beria, foi restaurado no Partido e no "aparato" soviético, ocupando vários cargos relacionados à cultura, membro da colegiado de Gosteleradio, chefe de um departamento no Ministério da Cultura, etc. Ele morreu em 1996.